# Massacri di Alikianos
I massacri di Alikianos (in greco: εκτελέσεις στον Αλικιανό) furono una serie di esecuzione di massa di civili per lo più maschi di Alikianos e dei villaggi vicini a Creta, in Grecia, da parte di un plotone di paracadutisti tedeschi, eventi avvenuti il 24 maggio, il 2 giugno e il 1º agosto 1941 durante la seconda guerra mondiale. Le esecuzioni furono ordinate dal Generaloberst Kurt Student, comandante dell'XI. Fliegerkorps, in rappresaglia contro la resistenza dei civili cretesi durante la battaglia di Creta.

## Contesto storico
Il villaggio di Alikianos si trova su una fertile pianura vicino alla costa settentrionale di Creta, a circa 12 km a sud-ovest della città di La Canea. Durante la battaglia di Creta, al 3º Reggimento Fallschirmjäger (FJR 3) di Richard Heidrich fu ordinato di atterrare sulla pianura e di avanzare verso nord-ovest verso la pista di atterraggio di Maléme, un obiettivo strategico dell'isola. Per coprire la retroguardia del 3º reggimento fu impiegato il 7º battaglione di ingegneri, sganciato nelle vicinanze di Alikianos tra la strada verso La Canea e il letto del fiume Keritis con compiti di ricognizione. Il battaglione di ingegneri fu affrontato dall'8º reggimento greco mal armato e mal addestrato, assistito da irregolari locali e, nonostante l'impreparazione, i civili locali attaccarono il battaglione di ingegneri paracadutisti infliggendo loro perdite significative.
L'area di Alikianos fu teatro di una feroce battaglia iniziata il 21 maggio e continuata per sette giorni. La valorosa difesa dell'8º reggimento greco e della popolazione locale è oggi accreditata per aver protetto la linea di ritirata alleata, rendendo possibile il loro ritiro al sicuro e la loro successiva evacuazione da Hóra Sfakíon.

## Le esecuzioni
Infuriato contro la resistenza all'invasione dei paracadutisti tedeschi e per le pesanti perdite loro inflitte, Göring ordinò al generale Student di lanciare delle operazioni punitive contro i civili subito dopo la fine della battaglia. Tra le altre misure punitive, queste operazioni prescrissero le esecuzioni sommarie.

### 24 maggio 1941
Il 24 maggio 1941, mentre la battaglia di Creta era ancora in corso, una pattuglia tedesca arrestò 6 civili maschi ad Alikianos. Dopo aver scoperto il cadavere di un ufficiale paracadutista, i tedeschi uccisero gli ostaggi mediante fucilazione. Uno degli ostaggi, Vassilis Drakakis, sopravvisse all'esecuzione, fu successivamente arrestato e fucilato nella terza esecuzione il 1º agosto 1941.

### 2 giugno 1941
Il 2 giugno 1941, Alikianos fu circondato dalle forze tedesche. 42 civili maschi furono condotti al cimitero e fucilati in gruppi di dieci davanti ai loro parenti. Nello stesso giorno e durante altre operazioni simili, furono giustiziati rispettivamente 12 e 25 civili nei villaggi di Agia e Kyrtomado.

### 1º agosto 1941

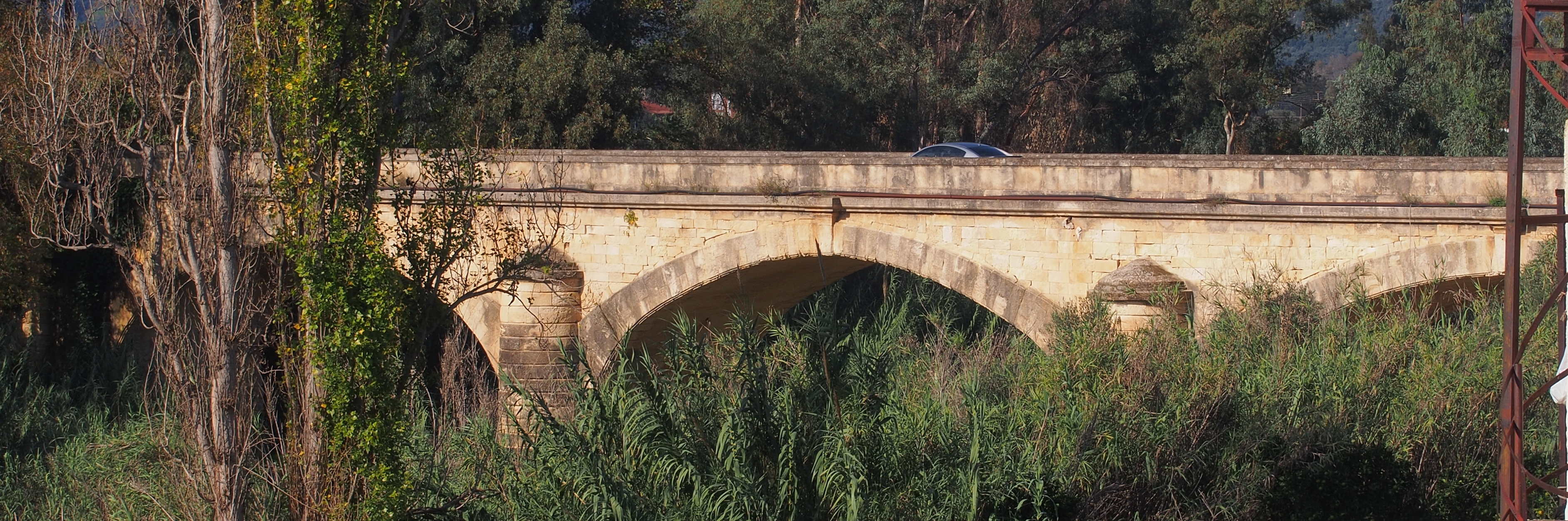
Ponte sul fiume Keritis.

Il generale Alexander Andrae, succeduto a Kurt Student in qualità di comandante in capo dell'operazione Fortezza di Creta (in tedesco: Festung Kreta), continuò la campagna di rappresaglie di Student. Due mesi dopo la prima esecuzione, i tedeschi radunarono 118 civili presso un ponte sul fiume Keritis vicino ad Alikianos e li fucilarono dopo averli costretti a scavarsi la fossa. Dodici delle persone uccise provenivano da Alikianos mentre il resto proveniva dai villaggi vicini (Fournes, Skines, Vatolakos, Koufo, Prases, Karanou, Lakkoi, Orthouni, Nea Roumata e Hosti).

## Conseguenze
Dopo la resa della Germania, Student fu catturato dagli inglesi, nel maggio del 1947 si presentò davanti a un tribunale militare per rispondere delle accuse di maltrattamento e omicidio dei prigionieri di guerra avvenute a Creta, la richiesta greca di estradare Student fu respinta: Student fu giudicato colpevole di tre accuse su otto e condannato a cinque anni di carcere. Tuttavia, grazie ad una dimissione medica, fu rilasciato nel 1948. Student non fu mai processato per i crimini commessi contro i civili.
Andrae fu catturato dagli inglesi e poi estradato in Grecia per essere processato per i crimini di guerra di cui fu responsabile durante la sua permanenza a Creta. Nel 1947 fu condannato a quattro ergastoli, ma, dopo aver trascorso quattro anni in prigione, fu rilasciato nel gennaio 1952.

## Memoriali
Presso la chiesa di Alikianos è stato eretto un monumento che commemora le vittime della prima esecuzione. Un secondo si trova vicino al ponte Keritis.